# Kvinden (film)
Kvinden er en dansk kortfilm fra 2014 instrueret af Troels Mikkelsen og efter manuskript af Mie Skjoldemose Jakobsen.

## Handling
En kvinde fra fortiden ser en mand fra fremtiden, som fantaserer om, hvad der var engang. Hun følger efter ham og ender i hans tid.